# 1952年の航空
< 1952年
1951年の航空 - 1952年の航空 - 1953年の航空

## 航空に関する出来事
- 1952年 - エレクトリックボートが、ジェネラル・ダイナミクスへと社名を変更
- 1月5日 - パンアメリカン航空が、大西洋横断運行を始める。
- 1月22日 - 世界初のジェット旅客機、デ・ハビランド コメットが耐空証明をえる。
- 4月8日 - スイスで最初のジェット戦闘機、EFW N-20が初飛行したが、その後直ぐに開発はキャンセルされた。

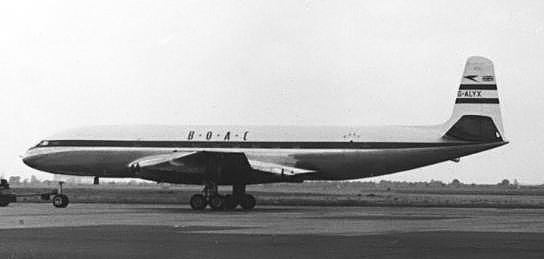
英国海外航空のコメットMk.I

- 5月2日 - デ・ハビランド コメットが、BOACのロンドン - ヨハネスブルグ路線に就航。
- 5月12日 - ジェット爆撃機イングリッシュ・エレクトリック キャンベラが、初のイギリスからオーストラリアへの無給油無着陸飛行を24時間以下（23時間5分）で行う。
- 5月29日 - 朝鮮戦争において、12機のF-84戦闘爆撃機にKB-29から空中給油が行われ、空中給油が実戦作戦で最初の空中給油が行われた。
- 6月13日〜16日 - ソビエト空軍のMiG-15が、バルト海で情報収集中のスウェーデン空軍のC-47と、生存者の捜索に向かったPBY カタリナを撃墜した。
- 6月23日〜24日 - 朝鮮戦争でアメリカ海軍と海兵隊が、北朝鮮の発電施設に対する1,200回の攻撃を行う。
- 7月1日 - ポルトガルの陸軍航空隊と海軍航空隊が統合され、ポルトガル空軍が発足する。
- 7月4日 - 日東航空株式会社が設立。
- 7月8日 - ニューヨーク・エアウェイズが、ヘリコプターによる空港間輸送を開始する。
- 7月15日〜31日 - アメリカ空軍の2機のヘリコプター、シコルスキー H-19が大西洋横断飛行を行う。
- 7月29日 - アメリカ空軍のRB-45が、無着陸太平洋横断飛行を行う。
- 8月9日 - イギリス海軍の航空母艦、HMS オーシャンから発艦したレシプロ機、ホーカー シーフューリーが MiG-15を撃墜したと発表された。

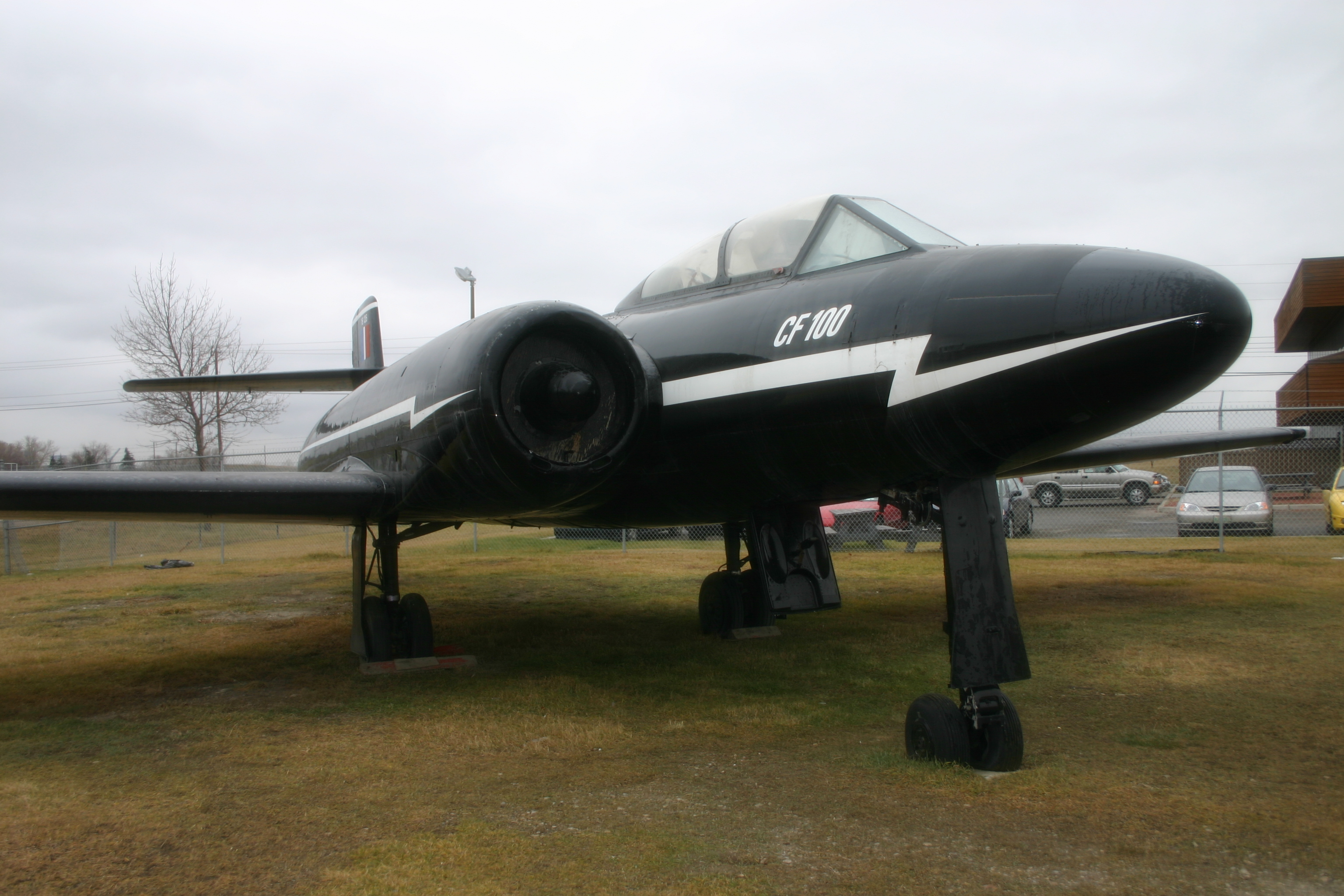
CF-100 カナック

- 8月22日 - サンダース・ロー プリンセス長距離旅客飛行艇初飛行
- 8月28日 - 無人機に改造されたF6F ヘルキャットが、爆弾を積んで遠隔操縦で朝鮮戦争で鉄橋の攻撃に用いられた。
- 9月6日 - ファーンボロー国際航空ショーで、ジョン・デリーと観測士アンソニー・リチャードが搭乗したデ・ハビランド シービクセンの原型機が空中分解し、コクピットは地上に落下し、分解したエンジンは観客席に飛び込んだ。26人が死亡し、65人が負傷を負う大事故となり、デリーとリチャードも即死した。
- 9月17日 - 新立川飛行機が製作した戦後初の国産航空機となる練習機、R-52が初飛行した。
- 9月13日 - 富士航空株式会社が設立。
- 10月7日 - 歯舞諸島付近でアメリカ空軍のRB-29が撃墜された。（1952年10月7日RB-29撃墜事件）
- 10月25日 - ユーゴスラビアの初の国産ジェット機、イカルス 451Mが初飛行した。
- 11月 - 日本の月刊雑誌、『航空ファン』が創刊された。
- 11月3日 - スウェーデンの対地・対艦攻撃機、全天候型戦闘機、サーブ 32 ランセンの原型機が初飛行した。
- 12月18日 - カナダ軍の全天候ジェット戦闘機、CF-100 カナックがヤーノシュ・ズラコウスキの操縦で、ダイブして音速を突破した。
- 12月20日 - アメリカ空軍のC-124 グローブマスターが離陸時に墜落し、87人の犠牲者を出し、それまでで最大の犠牲者数の事故となった。
- 12月27日 - 日本ヘリコプター輸送が設立（略称「日ペリ」、後の全日本空輸）。
- 12月30日 - 川西航空機の出身者が中心となって設立した東洋航空工業が製作した戦後日本の国産機としては2番目となるTT-10が初飛行した。

## 1952年に初飛行した機体の画像

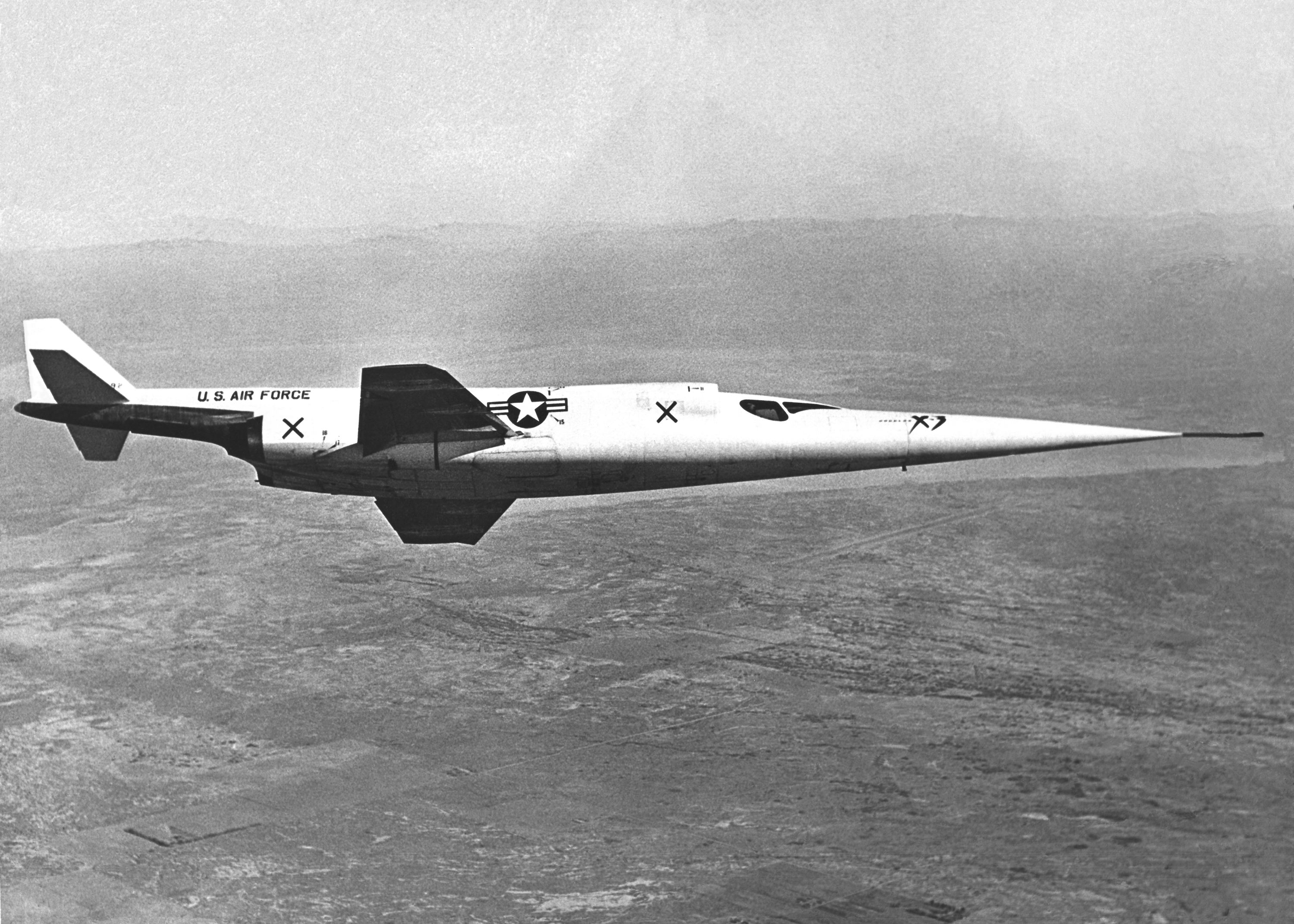
ダグラス X-3 （9月20日）
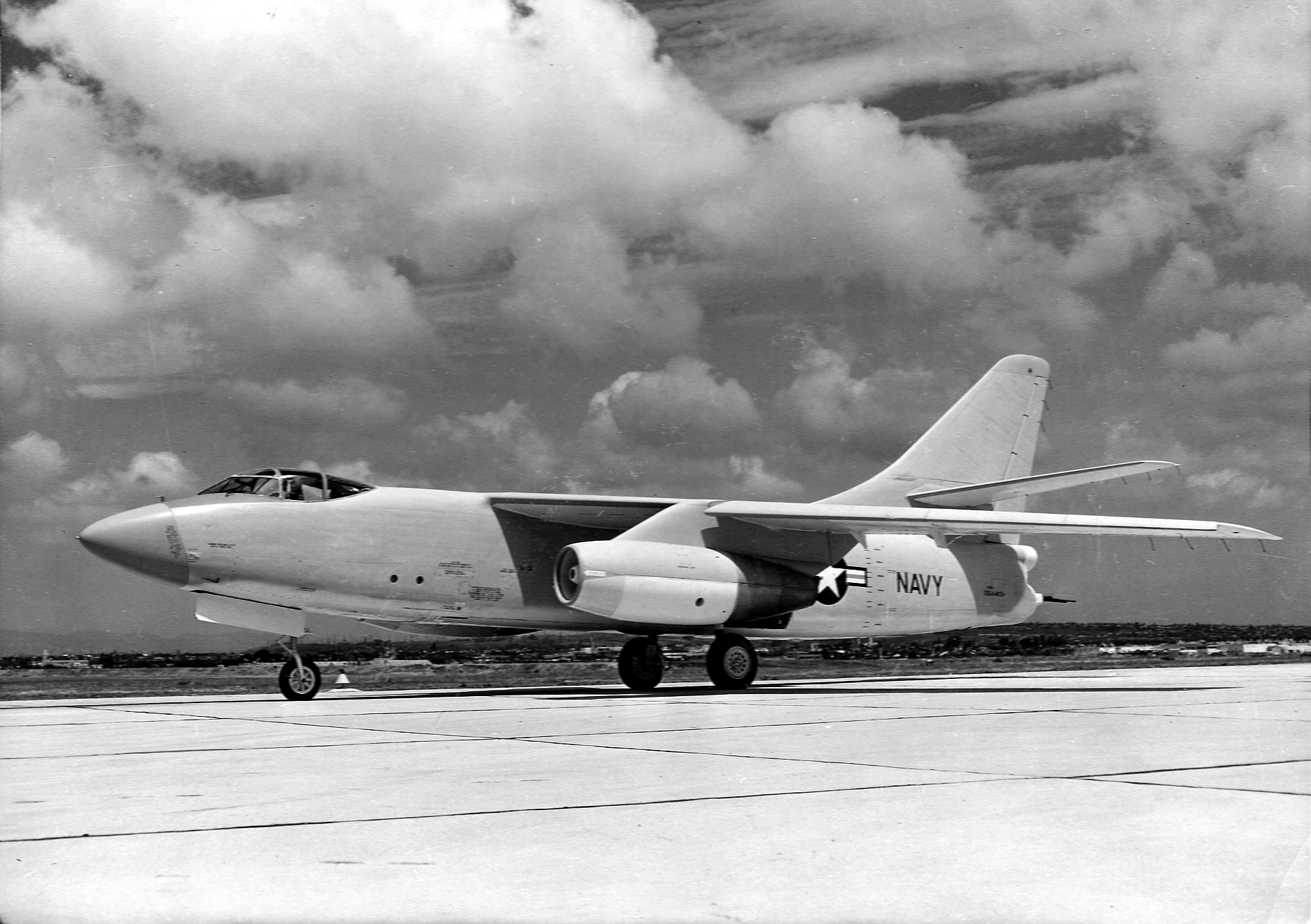
A-3 スカイウォーリアー （10月28日）

## 航空に関する賞の受賞者
- ハーモン・トロフィー：バーント・バルチェン、ジャクリーヌ・オリオール、ウォルター・マシック
- イギリス飛行クラブ金賞：P.A. Wills（グライダーパイロット）